# David Holmes (homme politique)
Pour les articles homonymes, voir David Holmes et Holmes.
David Holmes (né le 10 mars 1769 et mort le 20 août 1832) est un homme politique américain de Virginie et du Mississippi. Il servit cinq mandats en tant que membre du Congrès américain pour le 2e district congressionnel de Virginie, et a par la suite, il joua un rôle important dans le développement du Mississippi en tant qu'État. Il fut nommé par le gouvernement fédéral comme le quatrième et dernier gouverneur du Territoire du Mississippi. En 1817, il fut élu à l'unanimité comme premier gouverneur de l'État du Mississippi. Il servit un mandat de sénateur américain du Mississippi, nommé pour pourvoir un poste vacant jusqu'à ce qu'il soit élu à ce poste par la législature de l'État. Élu à nouveau gouverneur, il fut contraint de démissionner prématurément en raison de problèmes de santé. Il retourna alors en Virginie dans ses dernières années.

## Carrière
Né près de Hanovre dans le comté de York, dans la province de Pennsylvanie, Holmes, enfant, déménagea avec sa famille dans le comté de Frederick, en Virginie. Il fréquenta la Winchester Academy, étudiant le droit et passant le barreau. Il commença son métier d'avocat à Harrisonburg dans cet état. Il fut représentant des États-Unis pour le 2e district congressionnel de Virginie, servant un total de cinq mandats, de 1797 à 1809, étant réélu à plusieurs reprises.

### Histoire électorale
- 1797 : Holmes est élu à la Chambre des représentants des États-Unis pour le 2e district congressionnel de Virginie, avec 60,4% des voix, battant le démocrate-républicain John Bowyer et le fédéraliste John Steele.
- 1799 : Holmes est réélu avec 83,56% des voix, battant le fédéraliste Robert Porterfield.
- 1801 : Holmes est réélu contre le fédéraliste Alexander Sinclair.
- 1803 : Holmes est réélu avec 70,39% des voix, battant le fédéraliste Isaac Van Meter.
- 1805 : Holmes est réélu sans opposition.
- 1807 : Holmes est réélu sans opposition.

## Territoire du Mississippi
Le président américain Thomas Jefferson nomma Holmes comme quatrième gouverneur du territoire du Mississippi. Holmes était très populaire et sa nomination marqua la fin d'une longue période de factionnalisme politique dans le territoire. Les Américains d'origine européenne faisaient pression pour gagner plus de terres et empiétaient sur le territoire amérindien des peuples Chickasaw et Choctaw.
Holmes fut le dernier gouverneur du territoire du Mississippi, servant de 1809 à 1817. Il réussit globalement à traiter une variété de problèmes, y compris l'expansion territoriale, la politique foncière, les Indiens, la guerre de 1812 et la convention constitutionnelle de 1817 (dont il fut élu président).
Souvent préoccupé par les problèmes de la Floride occidentale, il joua un rôle majeur en 1810 dans les négociations qui aboutirent à l'occupation pacifique par les États-Unis d'une partie de ce territoire. William D. McCain (1967) conclut que le succès de Holmes n'était pas basé sur la brillance, mais sur la gentillesse, l'altruisme, la persuasion, le courage, l'honnêteté, la diplomatie et l'intelligence.

## État du Mississippi
En 1817, le Mississippi rejoignit l'Union en tant que 20e état des États-Unis, et Holmes fut élu à l'unanimité comme premier gouverneur du nouvel État. Il prêta serment en octobre 1817, bien que le Mississippi ne soit officiellement devenu un État qu'en décembre de cette année-là. Au cours de son mandat, il créa le système judiciaire et la milice de l'État. Il organisa également les terres à l'est de la rivière des Perles que le peuple Choctaw avait cédées aux États-Unis, sous une pression considérable.
En 1820, il fut nommé sénateur, comme démocrate-républicain, pour combler la vacance d'un siège du Mississippi au Sénat américain à la suite de la démission de Walter Leake. Il fut élu la même année par la législature de l'État (comme c'était la pratique à l'époque) en tant que républicain de Jackson en août 1820, servant de 1821 jusqu'à la fin de 1825, date à laquelle il se présenta et fut élu pour un autre mandat de gouverneur. Il démissionna de son poste de sénateur. En raison de sa santé déclinante, il ne put servir que six mois en tant que cinquième gouverneur du Mississippi. Si l'on compte à la fois les années de territoire et d'État, il est le gouverneur avec la plus grande longévité, avec plus de 11 ans de service (10 ans, 9 mois, 29 jours pour le premier mandat; et 6 mois, 18 jours pour le second).
Holmes retourna près de Winchester, en Virginie, où sa santé continua à décliner. Il mourut en 1832 à la station thermale de Jordan White Sulphur Springs. Il fut enterré dans cimetière du Mont-Hébron à Winchester où son frère, le major Andrew Hunter Holmes, était enterré, tué lors de la bataille de l'île Mackinac pendant la guerre de 1812 .

## Héritage
Le comté de Holmes dans le Mississippi, est nommé en son honneur.